# Spartiniphaga carterae
Spartiniphaga carterae är en fjärilsart som beskrevs av Schweitzer 1983. Spartiniphaga carterae ingår i släktet Spartiniphaga och familjen nattflyn. Inga underarter finns listade i Catalogue of Life.